# Friedensbrücke (Tiflis)

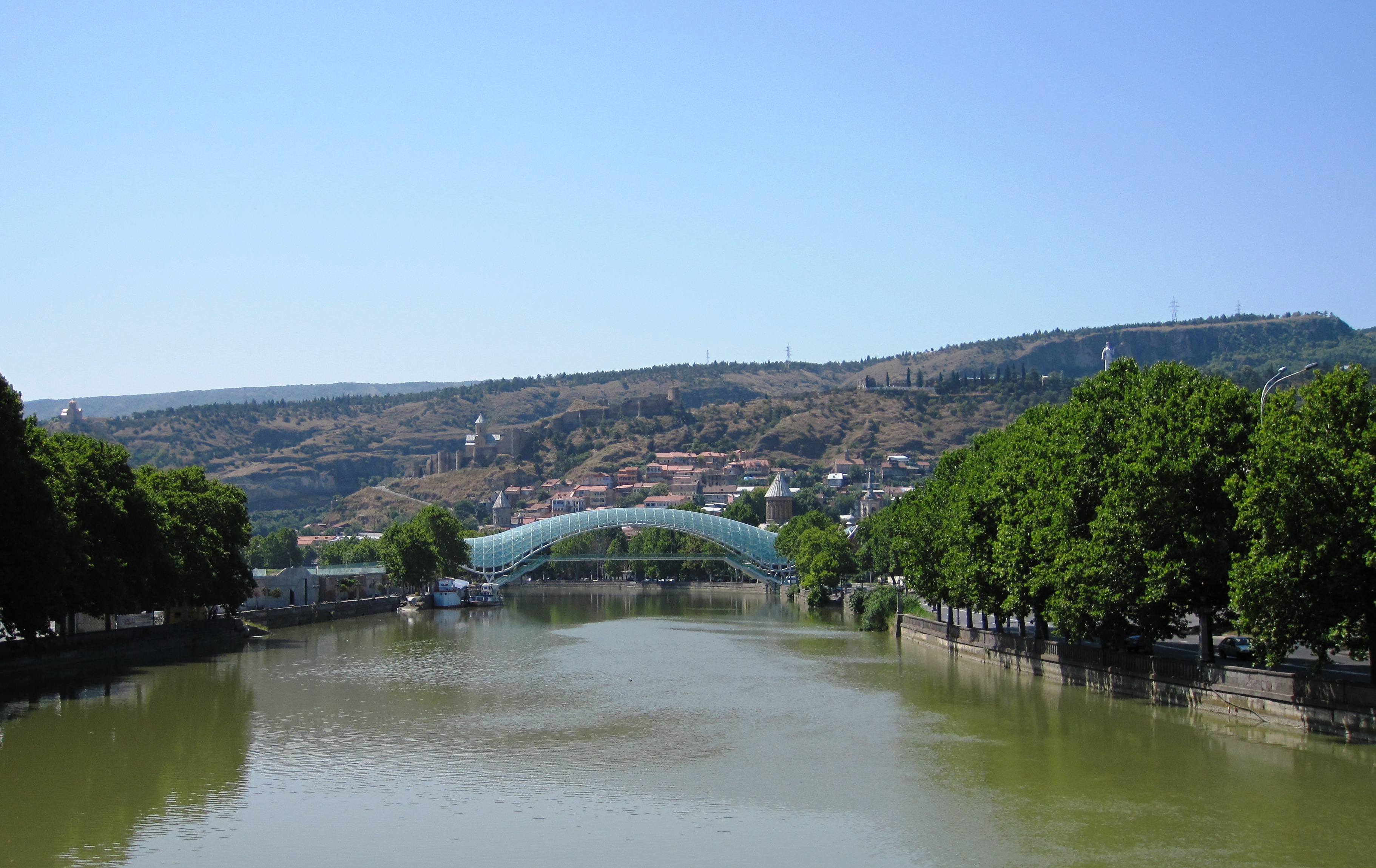
Fluss Mtkwari Richtung Süden mit der Friedensbrücke im Hintergrund. Am rechten Ufer die Altstadt und der Turm der Sioni-Kathedrale.

Die Friedensbrücke (georgisch მშვიდობის ხიდი, mschwidobis chidi) ist eine bogenförmige Fußgängerbrücke über die Mtkwari in der georgischen Hauptstadt Tiflis. Die 150 Meter lange, überdachte Brücke wurde am 6. Mai 2010 eröffnet und verbindet die Tifliser Altstadt mit dem neu gestalteten Rike-Park unweit des Präsidentenpalastes. Sie befindet sich zwischen der Baratschwili- und der Metheki-Brücke und wurde vom italienischen Architekten Michele De Lucchi entworfen.